# San Benedetto del Tronto (stacja kolejowa)
San Benedetto del Tronto – stacja kolejowa w San Benedetto del Tronto, w regionie Marche, we Włoszech. Znajdują się tu 3 perony.
| San Benedetto del Tronto      |  |                                    |
| Linia Adriatica               |  |                                    |
| Grottammareodległość: 4,52 km |  | Porto d'Ascoli odległość: 4,784 km |